# (2532) Sutton
(2532) Sutton (1980 TU5) – planetoida z pasa głównego asteroid okrążająca Słońce w ciągu 3,66 lat w średniej odległości 2,37 j.a. Odkryta 9 października 1980 roku.